# Strmec (gmina Preseka)
Strmec – wieś w Chorwacji, w żupanii zagrzebskiej, w gminie Preseka. W 2011 roku liczyła 25 mieszkańców.